# Claoxylon indicum
Claoxylon indicum är en törelväxtart som först beskrevs av Caspar Georg Carl Reinwardt och Carl Ludwig von Blume, och fick sitt nu gällande namn av Justus Carl Hasskarl. Claoxylon indicum ingår i släktet Claoxylon och familjen törelväxter. Inga underarter finns listade i Catalogue of Life.